# نووشاخ‌اوو
نووشاخ‌اوو (انگلیسی: Novoshakhovo) یک شهرک در شهرستان یرمکیفسکی استان باشقیرستان کشور روسیه است.